# Sven Jacobsson
Sven Lennart "Jack" Jacobsson, född 17 april 1914 i Masthuggs församling, Göteborg, död 9 juli 1983 i Carl Johans församling, Göteborg, var en svensk fotbollsspelare. Han representerade under hela sin karriär Gais, där han beklädde flera olika positioner och blev allsvensk skyttekung säsongen 1941/1942. Han gjorde 7 A-landskamper för Sverige och deltog bland annat i VM 1938. Med sina 280 matcher (82 mål) anses han vara en av Gais främsta spelare genom tiderna.

## Biografi

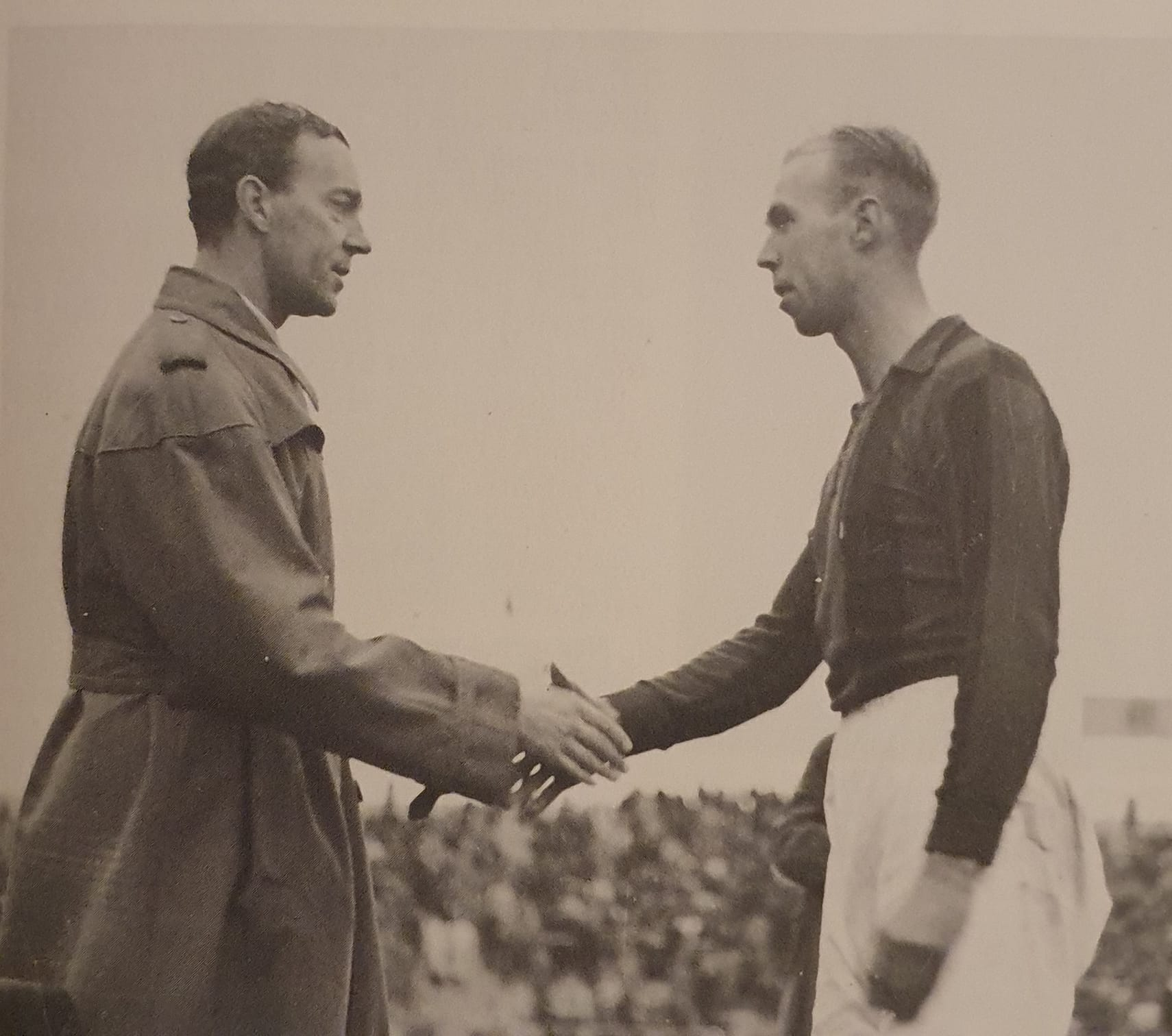
Sven "Jack" Jacobsson gratuleras av arvprins Gustaf Adolf efter segern i Svenska cupen 1942.

### Klubblagskarriär
Jacobsson växte upp i Majorna och inledde sin fotbollskarriär i Göteborgs FF. Efter en 1–1-match mot Gais där Jacobsson elegant sköt GFF:s mål uppvaktades han av Gaisledare och värvades till klubben. Han debuterade för Gais säsongen 1934/1935, med fyra allsvenska matcher (inga mål), och blev säsongen därpå ordinarie i A-laget. Då Jacobsson kom till Gais var klubben mitt uppe i en tuff generationsväxling, då den generation som hade prenumererat på topplatser i Allsvenskan under tidigt 1930-tal undan för undan lade av, och Jacobsson var med då Gais för första gången åkte ur Allsvenskan 1937/1938. Fast han var landslagsman och strax efter degraderingen hade tagits ut till VM 1938 fortsatte han ändå i Gais i division II, och han spelade en viktig roll när klubben återigen tog sig tillbaka till högsta serien 1940/1941. I det allsvenska kvalet mot Halmstads BK 1941 gjorde han fyra av Gais fem mål då Gais efter 2–2 borta och 3–0 hemma åter kvalificerade sig för Allsvenskan. Säsongen 1941/1942 blev han allsvensk skyttekung med 20 mål på 22 matcher när Gais som nykomling slutade tvåa i serien och tog det stora silvret. Senare 1942 var han med och tog Gais första och enda guld i Svenska cupen. Han var sedan bofast i Gais A-lag fram till 1949, och gjorde därefter sporadiska inhopp även säsongerna 1949/1950 och 1950/1951.
Jacobsson spelade i början av karriären framför allt centerforward, men han var minst lika bra som centerhalv och bytte ofta position efter vad som passade laget. Efter en knäskada klev han senare i karriären permanent ner på positionen som centerhalv. Sammanlagt spelade han 280 seriematcher (82 mål) för Gais, varav 230 (41) i allsvenskan. Han var teknisk skicklig, hade stor räckvidd, var snabb och hade en god blick för spelet, och beskrivs även som en ödmjuk och osjälvisk spelare som inte hade något emot att hjälpa till där det behövdes som bäst. På en Alfabild från slutet av hans karriär (1949) kallades han en "oefterhärmlig stopper, mycket originell i sitt spel. Roar åskådaren genom smarta avdribblingar, bollrullningar m.m." Han är en av få Gaisspelare som spelat i klubben under tre decennier (1930-, 1940- och 1950-talet), och då Karl-Alfred Jacobsson (ej en släkting) tilldelades utmärkelsen "millenniets gaisare" ansåg han att priset borde ha tillfallit "Jack".

### Landslagskarriär
Jacobsson debuterade i det svenska A-landslaget i en landskamp mot Polen den 23 juni 1937. Han blev uttagen till VM-truppen 1938 och spelade i Sveriges 8–0-seger mot Kuba och 1–5-förlust mot Ungern. Han gjorde sitt enda landslagsmål för Sverige mot Danmark 1941, men blev sedan inte uttagen i landslaget igen förrän 1947, då han i en träningslandskamp mot Finland spelade centerhalv i ett lag med de blivande OS-guldmedaljörerna Torsten Lindberg, Knut Nordahl, Gunnar Nordahl, Gunnar Gren och Nils Liedholm. Jacobsson var dock inte aktuell för OS-truppen, och han stannade på 7 A-landskamper. Vid två tillfällen var han lagkapten i A-landslaget, och möjligen hade han blivit uttagen till fler landskamper om han hade varit mer renodlad på en position i stället för att växla mellan anfallare och halvback. Hans möjlighet att tas ut i landslaget begränsades även av Gais degradering 1938, av andra världskriget och av hans skada i mitten av 1940-talet.

### Utanför planen
Jacobsson arbetade vid spårvägen i Göteborg. Han var engagerad i Gais även utanför planen, och var styrelsemedlem i klubben 1943–1944, 1946–1951 och 1963–1965. Åren 1952–1954 tränade han Gais A-lag, med Holger Jernsten och Abben Olsson som lagledare, och han var därmed högst delaktig i Gais SM-guld 1954.

## Karriärstatistik

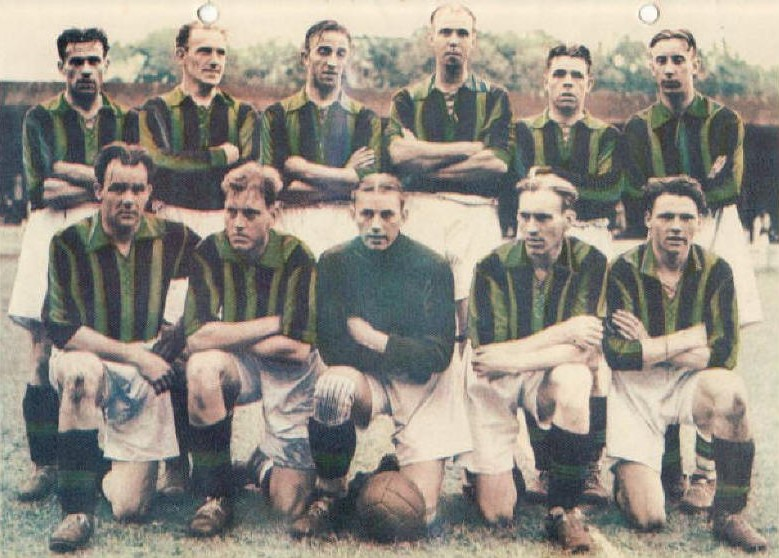
Gais laguppställning 1943. Stående från vänster: Helmer Lundgren, Gustaf Andersson, Erik Niklasson, Sven "Jack" Jacobsson, Göte Sjösten, Rune Östling. Knästående från vänster: Folke Lind, Rolf Gustafsson, Nils "Nippe" Johansson, Arne Gustafsson, Sixten Rosenqvist.

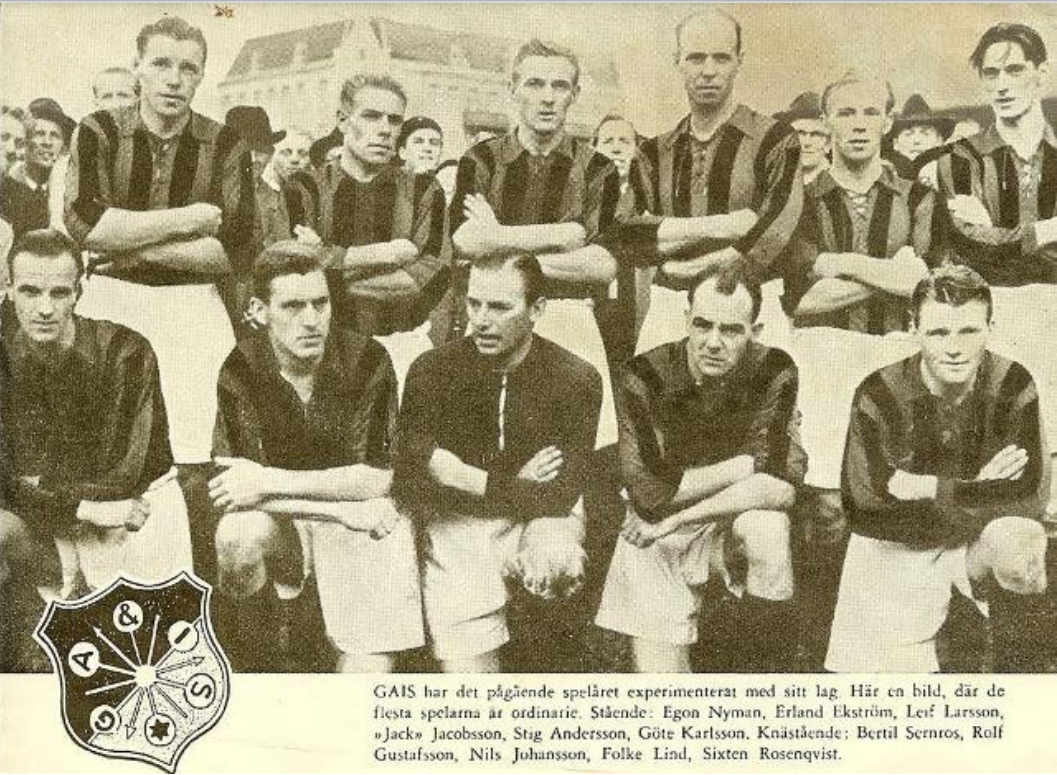
Gais laguppställning 1947/1948. Stående: Egon Nyman, Erland Ekström, Leif Larsson, Sven "Jack" Jacobsson, Stig Andersson, Göte Karlsson. Knästående: Bertil Sernros, Rolf Gustafsson, Nils "Nippe" Johansson, Folke Lind, Sixten Rosenqvist.

| Klubb  | Säsong    | Seriespel   | Seriespel | Seriespel |
| Klubb  | Säsong    | Division    | Matcher   | Mål       |
| ------ | --------- | ----------- | --------- | --------- |
| Gais   | 1934/1935 | Allsvenskan | 4         | 0         |
| Gais   | 1935/1936 | Allsvenskan | 15        | 1         |
| Gais   | 1936/1937 | Allsvenskan | 22        | 2         |
| Gais   | 1937/1938 | Allsvenskan | 22        | 1         |
| Gais   | 1938/1939 | Division II | 18        | 7         |
| Gais   | 1939/1940 | Division II | 15        | 13        |
| Gais   | 1940/1941 | Division II | 17        | 21        |
| Gais   | 1941/1942 | Allsvenskan | 22        | 20        |
| Gais   | 1942/1943 | Allsvenskan | 20        | 11        |
| Gais   | 1943/1944 | Allsvenskan | 20        | 3         |
| Gais   | 1944/1945 | Allsvenskan | 14        | 3         |
| Gais   | 1945/1946 | Allsvenskan | 21        | 0         |
| Gais   | 1946/1947 | Allsvenskan | 19        | 0         |
| Gais   | 1947/1948 | Allsvenskan | 22        | 0         |
| Gais   | 1948/1949 | Allsvenskan | 21        | 0         |
| Gais   | 1949/1950 | Allsvenskan | 5         | 0         |
| Gais   | 1950/1951 | Allsvenskan | 3         | 0         |
| Totalt | Totalt    | Totalt      | 280       | 82        |